# Губаново (Воронежская область)
Губаново — хутор в Нижнедевицком районе Воронежской области.
Входит в состав Новоольшанского сельского поселения.

## География

### Улицы
- ул. Вольная